# Saletto (Venetien)
Saletto ist eine Fraktion der italienischen Gemeinde (comune) Borgo Veneto und war bis 2017 eine eigenständige Gemeinde in der Provinz Padua in Venetien. Der Ort liegt etwa 35 Kilometer südwestlich von Padua. 
Die Nachbarorte sind Megliadino San Fidenzio, Montagnana, Noventa Vicentina (VI), Ospedaletto Euganeo, Poiana Maggiore (VI) und Santa Margherita d’Adige.

## Geschichte
Im Februar 2018 schloss sich Saletto mit Megliadino San Fidenzio und Santa Margherita d’Adige zur Gemeinde Borgo Veneto zusammen.